# CSM Bucarest (rugby à XV)
Pour le club omnisports, voir CSM Bucarest.
Dernière mise à jour : 28 avril 2019.
Le CSM Bucarest (en anglais : CSM Bucureşti) est un club de rugby à XV basé à Bucarest.
Il évolue en SuperLiga, la première division du rugby roumain.

## Historique
En août 2019, le conseil d'administration du club omnisports du CSM Bucarest décide de cesser les activités des sections rugby à XV et volley-ball, faisant ainsi disparaitre le club de rugby.

## Palmarès
- Coupe de Roumanie (2): 2017-2018, 2018-2019

## Autres sections
Le CSM Bucureşti U23, soit l'équipe des moins de 23 ans, évolue en seconde division roumaine[réf. nécessaire].